# 安济站

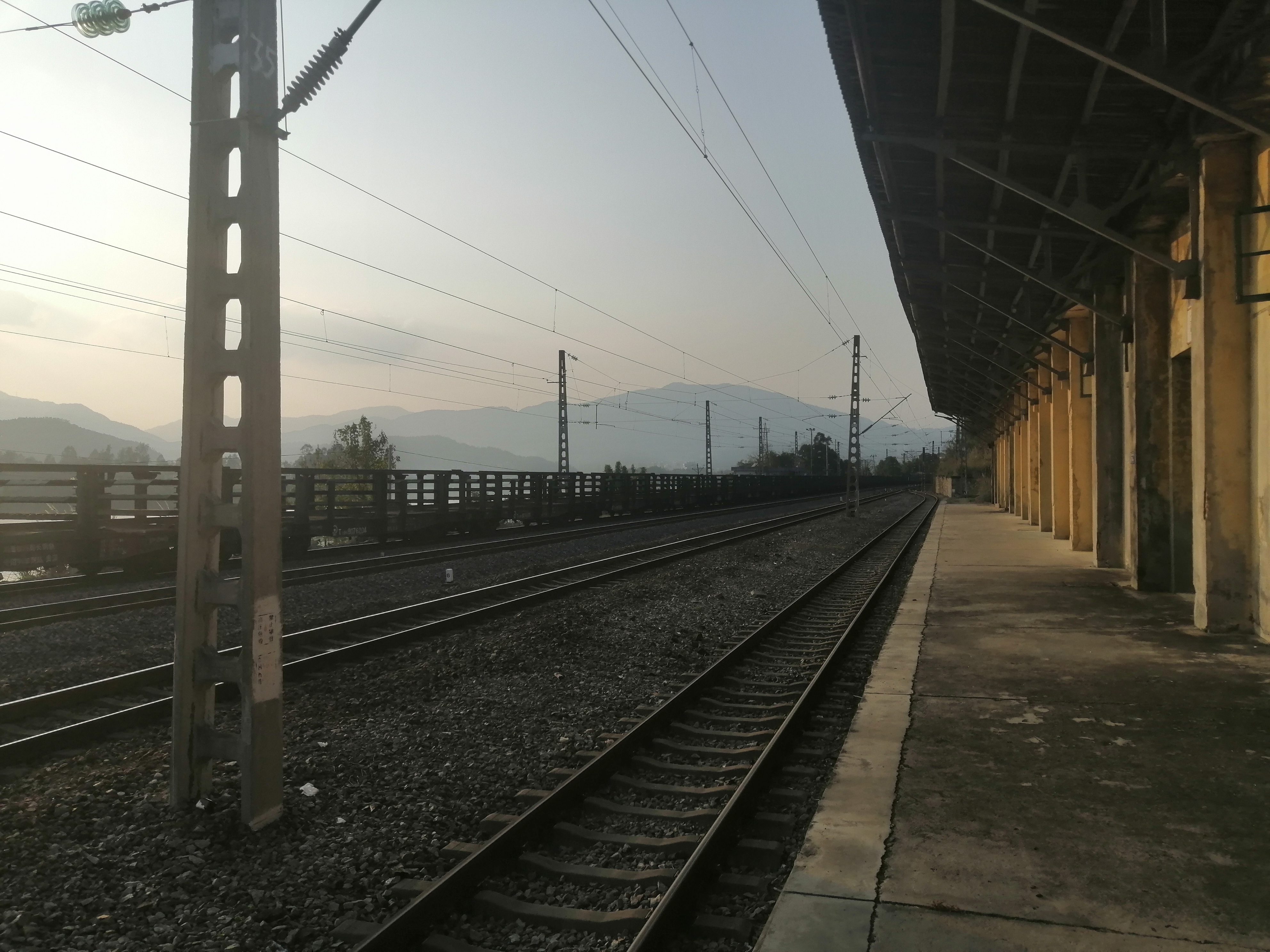
车站货场（摄于2022年1月）

安济站位于福建省南平市延平区夏道镇大洲村，建于1956年。距来舟站42公里，距福州站152公里。现为四等站。客运办理旅客乘降、行李包裹托运；货运办理整车货物发到。